# Chiesa di San Barnaba Apostolo (Laghi)
La chiesa di San Barnaba Apostolo è la parrocchiale di Laghi, in provincia e diocesi di Vicenza; fa parte del vicariato di Arsiero-Schio

## Storia

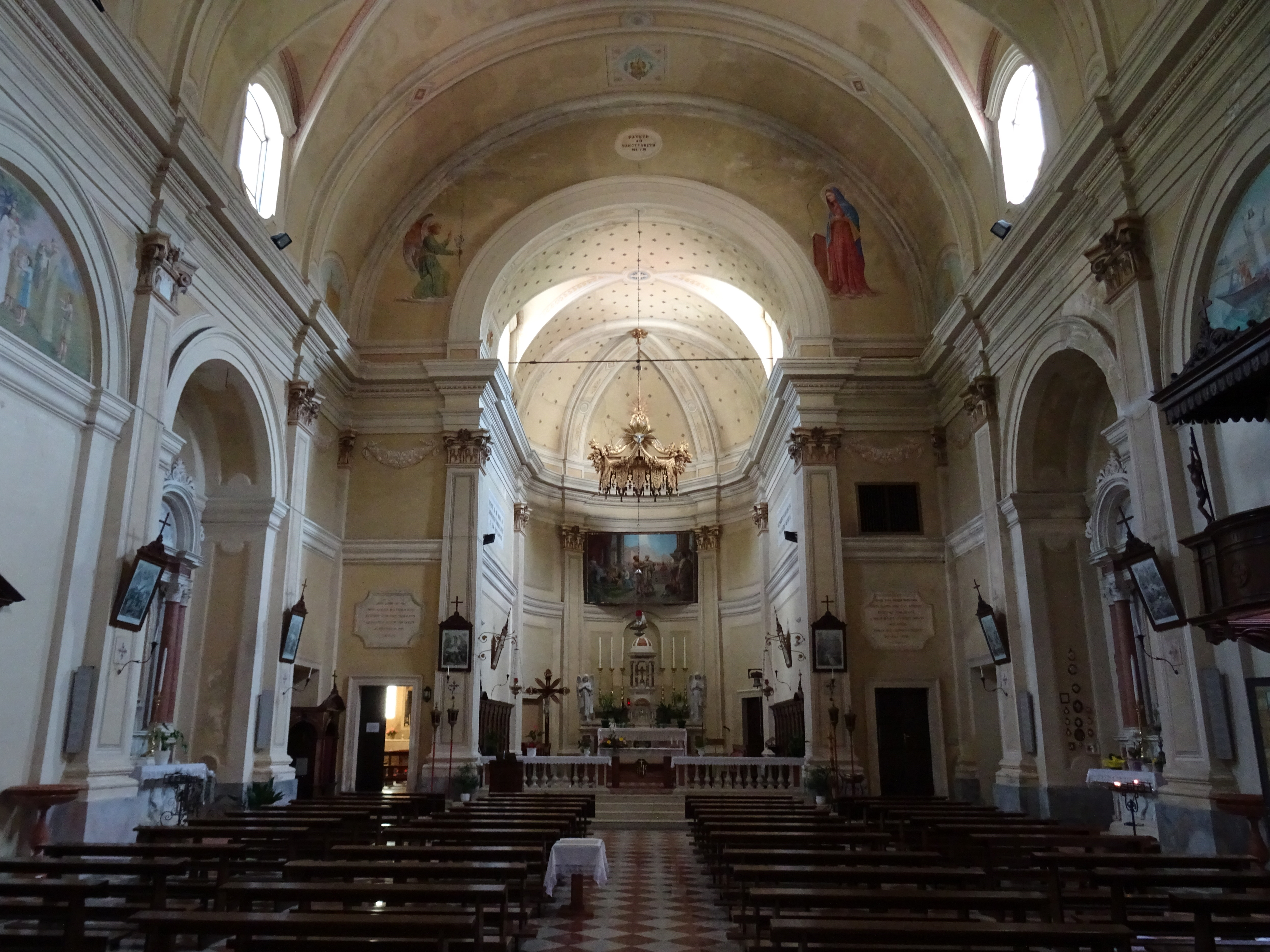
Interno

L'originaria cappella di Laghi sorse nel 1650 ed era allora dipendente dalla chiesa di Santa Margherita di Posina, dalla quale si affrancò nel 1665 venendo elevata al rango parrocchiale; la consacrazione fu impartita nel 1753.
La chiesa venne riedificata dopo pochi decenni, tra il 1796 e il 1803; questa struttura fu danneggiata durante la prima guerra mondiale, così gravemente che era impossibile un semplice restauro.
Così, nel 1921 iniziarono i lavori di costruzione della nuova parrocchiale ad opera dell'impresa leonicena Toffanin; l'edificio fu portato a compimento nel 1925 e decorato nel 1940 dal pittore thienese Capovin.
Nel 1965 la chiesa venne ristrutturata e negli anni settanta si provvide ad adeguarla alle norme postconciliari con l'installazione dell'altare rivolto verso l'assemblea.

## Descrizione

### Esterno

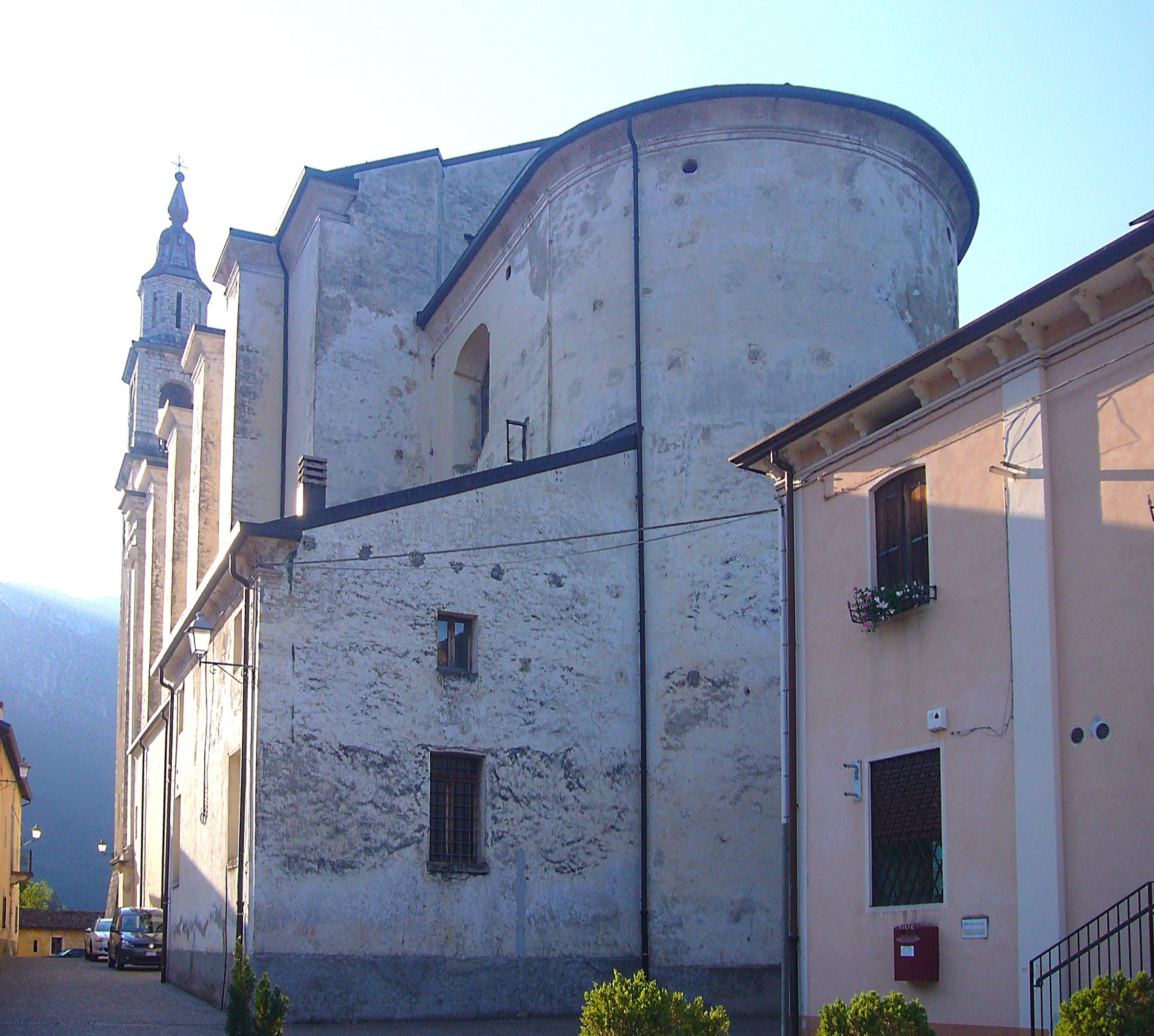
L'abside

La neoclassica facciata a capanna della chiesa, rivolta a nordovest e scandita da quattro lesene ioniche, poggianti su un alto basamento e sorreggenti la trabeazione e il frontone, in cui s'apre un oculo, e presenta al centro il portale d'ingresso timpanato e un riquadro nel quale vi è una croce.
A una ventina di metri dalla parrocchiale si erge su un alto basamento a scarpa il campanile a pianta quadrata; la cella presenta su ogni lato una monofora protetta da balaustre ed è coperta dal coronamento curvilineo poggiante sul tamburo a base ottagonale.

### Interno
L'interno dell'edificio si compone di una sola navata, sulla quale si affacciano le cappelle laterali introdotte da archi a tutto sesto e le cui pareti sono scandite da lesene sorreggenti la trabeazione modanata e aggettante sopra la quale si imposta la volta a botte; al termine dell'aula si sviluppa il presbiterio, rialzato di alcuni gradini e chiuso dall'abside semicircolare.